# جوزپه زینتی
جوزپه زینتی (انگلیسی: Giuseppe Zinetti؛ زادهٔ ۲۲ ژوئن ۱۹۵۸) بازیکن فوتبال اهل ایتالیا است.
از باشگاه‌هایی که در آن بازی کرده‌است می‌توان به باشگاه فوتبال آسکولی، باشگاه فوتبال آ.اس. رم، باشگاه فوتبال بولونیا، باشگاه فوتبال تریستیانا، و باشگاه فوتبال دلفینو پسکارا اشاره کرد.